# Taula de canvi
La taula de canvi o simplement taula era una institució econòmica pròpia de l'edat mitjana que facilitava la mobilitat de capitals en un context històric en què van augmentar del viatges i el comerç internacional. És el precedent més directe dels bancs públics. La Taula de Canvi de Barcelona es pot considerar el primer banc públic d'Europa.

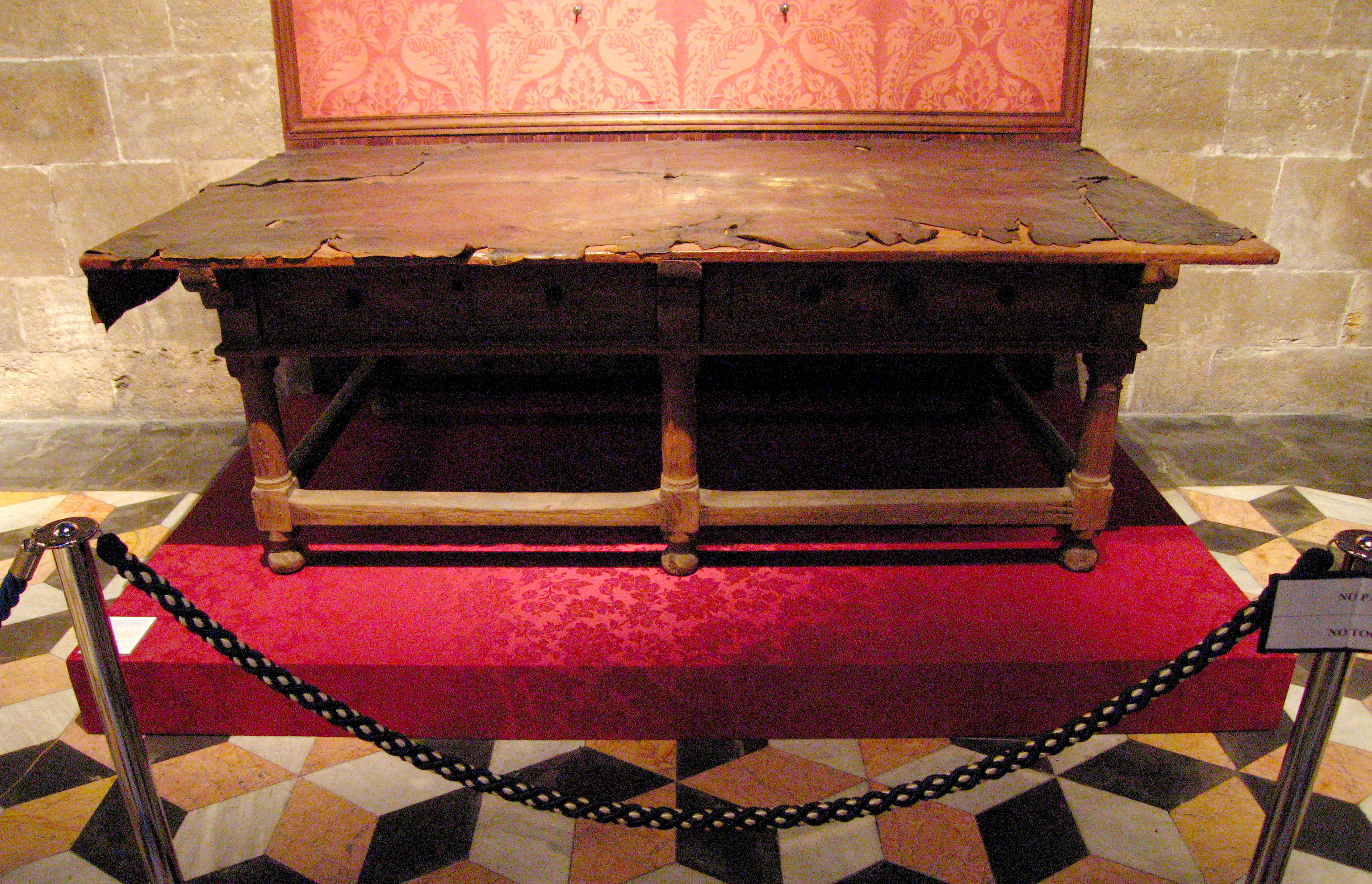
Taula de Canvis i Depòsits de la Ciutat de València.

## Funcionament
A l'edat mitjana, els canvistes (avui en diríem banquers) tenien la seva oficina en els llocs que se'ls atorgava en les fires de torn, a l'aire lliure o sota porxades. Aquesta oficina era molt senzilla, ja que es tractava tan sols d'un banc i un tauló a manera de taula d'operacions; aquest tauló és el que hom anomenava la banca. En ella s'hi comptaven els diners, es feien els pagaments i els cobraments i tot tipus d'operacions financeres.
A cada ciutat, els canvistes, ajudats per les autoritats, organitzaven el pla d'operacions per al seu treball de cada dia. A castella, la ciutat de Medina del Campo (a on les fires anuals havien adquirit una gran envergadura) va delimitar i protegir la zona del mercat on operaven amb cadenes lligades a uns pilars de granit, per tal de separar-la del tragí de la gent. Els canvistes tenien unes normes fixades a complir. Si algú actuava de manera deshonesta, allí mateix i públicament se li trencava el tauló a força de cops: D'aquesta banca trencada n'ha derivat l'expressió "bancarrota" de l'italià banca rotta.

## Exemples de taules de canvi
A la llotja de Barcelona el 20 de gener de 1401 s'obre una taula de canvi coberta amb un tapet amb les armes de la ciutat. Guillem Colom i Saplana va ser el 1402 el primer administrador de la Taula de Canvi de Barcelona. La Taula s'encarregava de donar crèdit al monarca i al Consell de la ciutat, i acceptava dipòsits de particulars amb millors garanties que la resta de bancs jugant un paper important en la vida pública catalana de tot el segle xv.
Segons Sanchis Guarner el 1407 Martí l'Humà autoritzà la creació de la Taula de Canvis i Depòsits de la Ciutat de València, a imitació de la taula de canvi que havia estat instituïda a Barcelona el 1401.
L'any 1445, la reina Maria concedeix a la ciutat de Girona, la institució d'una taula de canvis sota el nom de Taula de Canvi i Comuns Dipòsits de la ciutat de Girona.